# Motorsport aktuell
Motorsport aktuell est un magazine suisse germanophone consacré au sport mécanique.

## Histoire
Créée en 1963 par Rico Steinemann, Arthur Blank et René Schöni sous le nom de magazine mensuel powerslide, la publication change son nom en powerslide – Motorsport aktuell après douze ans d'existence le 11 juin 1975. Avec les pères fondateurs Dieter Stappert et Hans Hug, elle devient un journal hebdomadaire, publié le mercredi puis le mardi. Jusqu'en 1992, le journaliste autrichien Yörn Pugmeister occupe plusieurs postes clés au sein du magazine.
En 1983, la société MPS international GmbH de l'homme d'affaires Ralf Hoffmann reprend 90% de Powerslide AG Zurich qui est également propriétaire de Motorsport aktuell et récemment propriétaire des droits de publication du magazine Auto Illustrierte.
À partir de 1997, Motorsport aktuell couvre le sport motocycliste et fusionne avec d'autres magazines, comme le magazine allemand Rennsportwoche qui ne paraît que tous les 14 jours. L'Autrichien Günther Wiesinger est rédacteur en chef pendant 29 ans jusqu'en mai 2008.
Les chiffres de diffusion, qui sont de plus de 100 000 numéros à son apogée, sont en baisse depuis les années 2000. En 2015, la rédaction déménage à Stuttgart et les droits de marque sont également transférés à Motor Presse Stuttgart en 2015. Motor Presse (Suisse) AG, à laquelle MSa appartenait jusqu'alors, est liquidée.
Marcus Schurig, également rédacteur en chef de Sport Auto, reprend le poste de rédacteur en chef pour une relance en janvier 2017. Les autres membres permanents de l'équipe éditoriale sont Tobias Grüner (coordination éditoriale), Michael Brautigam, Andreas Haupt, Claus Mühlberger et Michael Schmidt. Il y a aussi une dizaine de collaborateurs.

## Édition
En Allemagne, MSa est représentée par Motor Presse Stuttgart GmbH & Co. KG. Au deuxième trimestre 2015, Motorsport aktuell avait un tirage total de 60 693 exemplaires, dont 26 056 exemplaires pour les abonnés, tandis que 11 059 exemplaires sont vendus par les détaillants.